# Hôtel Gauthiot d'Ancier (Besançon)
L'hôtel Gauthiot d'Ancier est un hôtel particulier du XVIe siècle du centre historique de Besançon, dans le Doubs, en Bourgogne-Franche-Comté. Construit par la famille Gauthiot d'Ancier, la façade et la toiture de l'ancien hôtel sont inscrites aux monuments historiques depuis le 18 février 1942, et la travée de l'ancienne maison en pans de bois conservée à partir du deuxième étage de la maison est inscrite aux monuments historiques depuis le 28 janvier 1994.

## Histoire
En 1530 Simon Gauthiot d’Ancier (1490-1556, prévôt de Gray du bailliage de Franche-Comté, et co-gouverneur de Besançon, surnommé « le petit Empereur de Besançon ») fait construire ce riche palais / hôtel particulier de prestige, dans la rue principale du centre historique de la cité (La Boucle), avec plusieurs logis, cour intérieure, jardin / verger, sur un vaste espace acquis à l'hôpital du Saint-Esprit de Besançon (actuel temple du Saint-Esprit de Besançon) compris entre le 13 et le 15 Grande rue, et le 10 place de la Révolution).

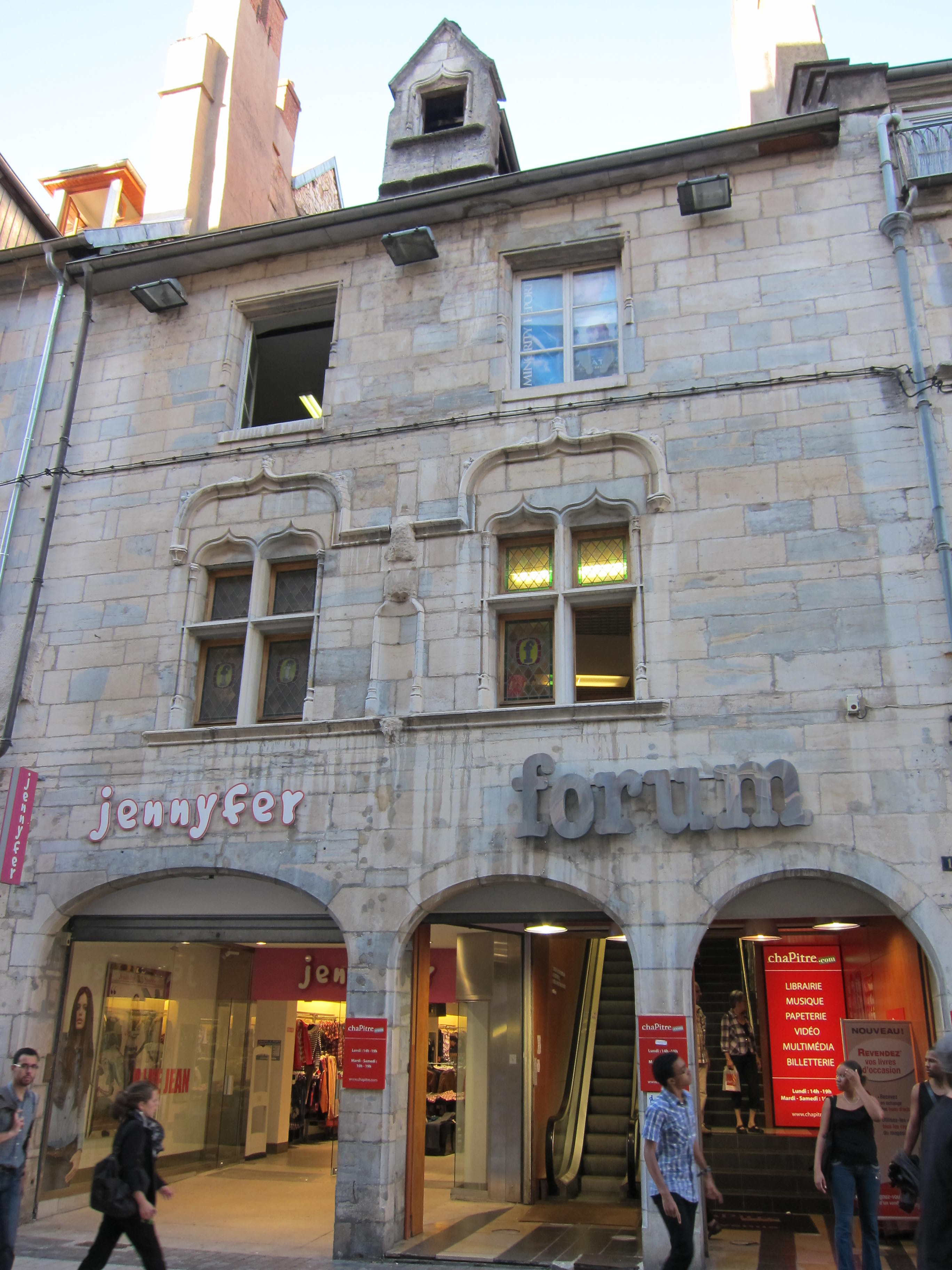
Façade côté  Grande rue
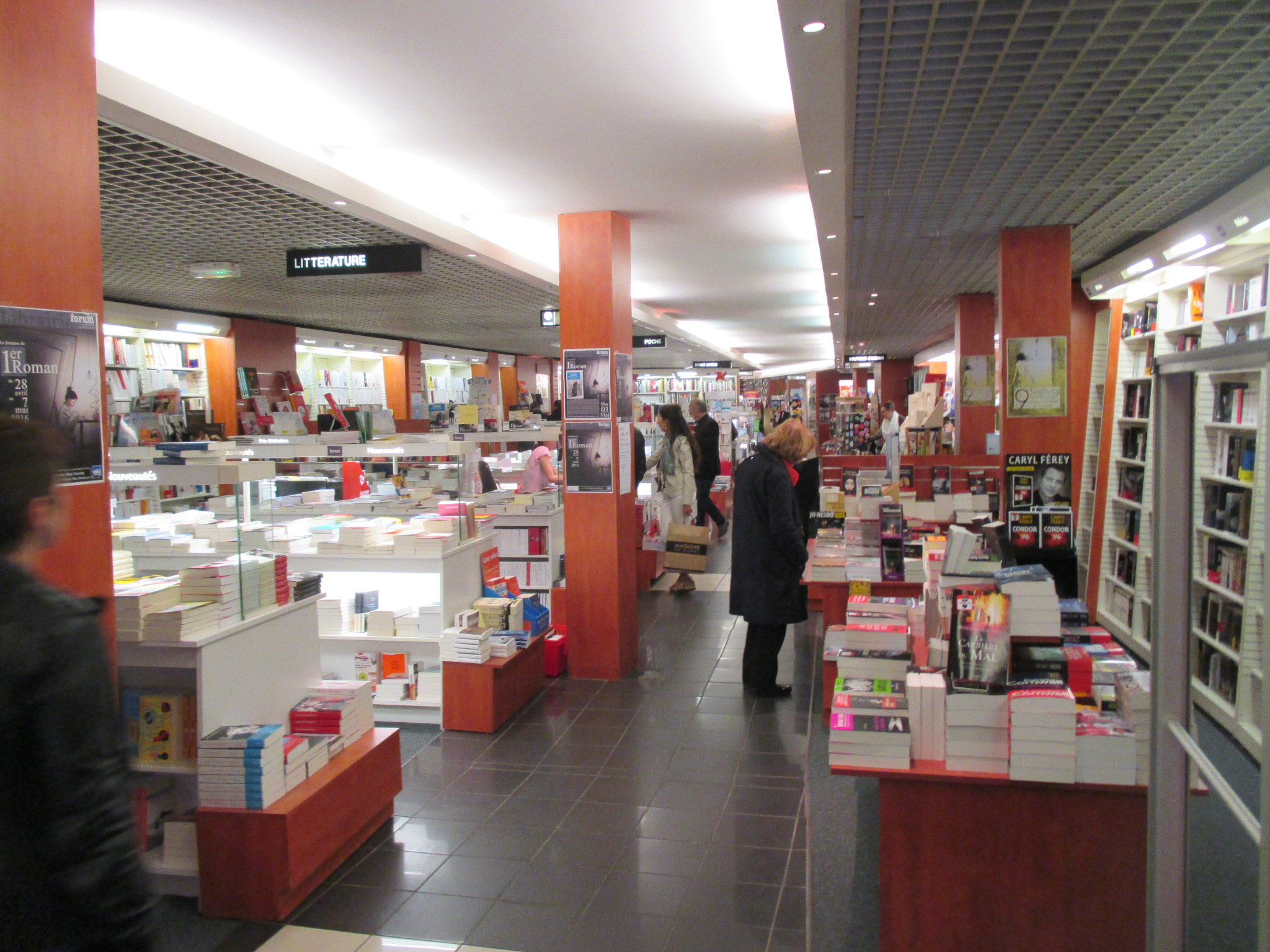
Actuelle librairie du 1er étage
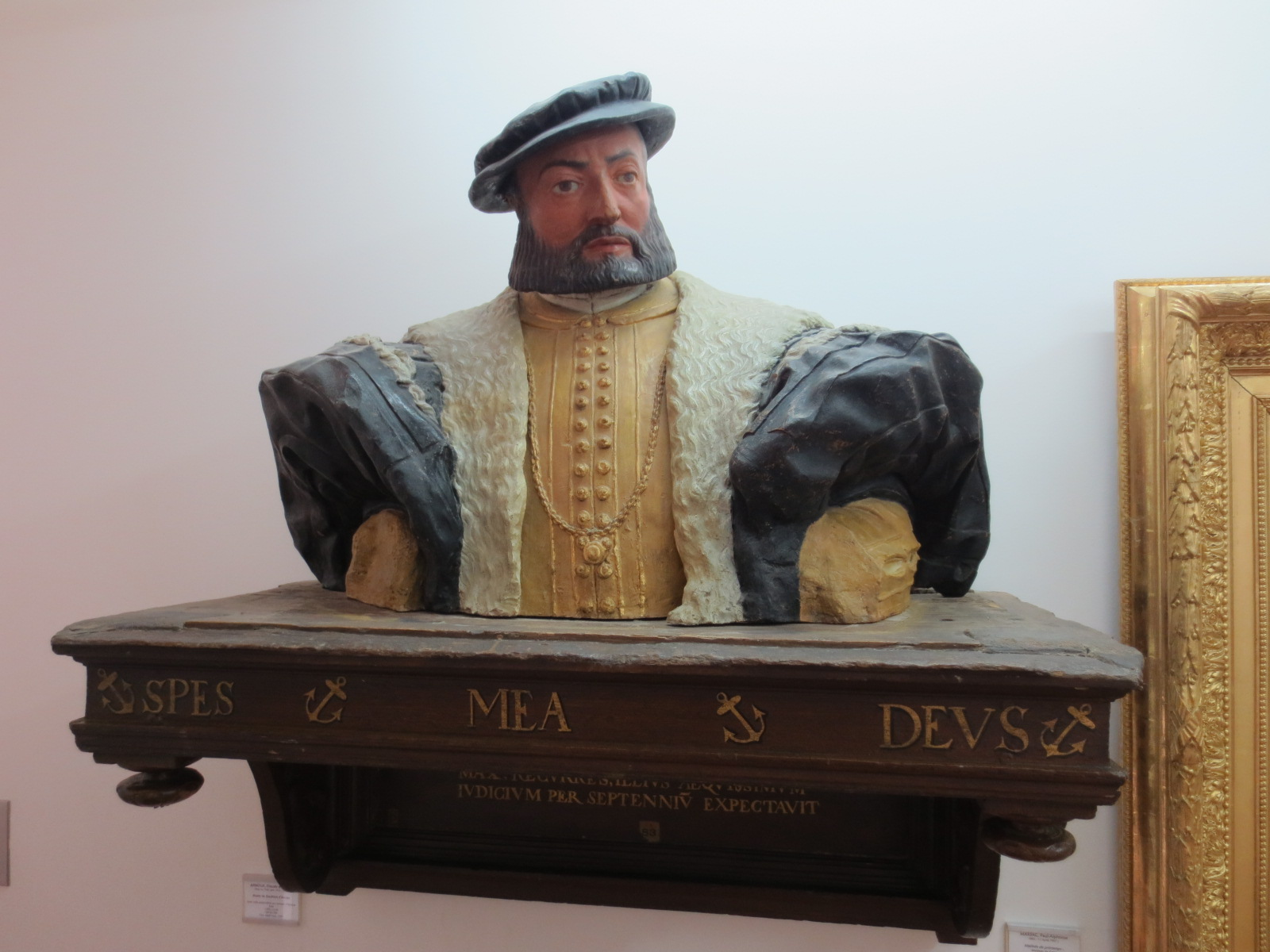
Simon Gauthiot d’Ancier (1490-1556) (buste du musée Baron-Martin du château de Gray)

La construction se termine en 1533 pour la réception du Stathouder René de Chalon (de la Maison de Chalon-Arlay / Maison d'Orange-Nassau, gouverneur entre autres des anciens Pays-Bas bourguignons / Pays-Bas espagnols / Pays-Bas des Habsbourg, de l'ancien État bourguignon, aïeul des actuels souverains des Pays-Bas).
Nicolas Perrenot de Granvelle et Antoine Perrenot de Granvelle (autres importants dirigeants historiques père et fils, de Besançon, également au service de l'empereur du Saint-Empire romain germanique Charles Quint) font construire dans la même rue l'année suivante leur important palais Granvelle de Besançon entre 1534 et 1547 (actuel musée du Temps de Besançon), ainsi que leur somptueux palais Granvelle de Bruxelles des Pays-Bas espagnols en 1555... 
Il ne reste à ce jour qu'une seule partie du vaste palais d'origine, au 15 Grande rue, dont le rez-de-chaussée et le premier étage hébergent des commerces / librairie, depuis la fin du XXe siècle, après d'importants travaux d'aménagement entre autres en 1980 et 1996...

## Architecture et ameublement
L'hôtel / palais d'origine, construit entre 1530 et 1533, est édifié sur la surface de plusieurs maisons d'époque (dont une maison à pans de bois préexistante des XIIIe ou XIVe siècle). Il inaugure à Besançon la période de Renaissance humaniste du XVIe siècle, avec son style transitoire d'alors, mélange de gothique tardif, et d'architecture Renaissance, qui marque la fin du Moyen Âge féodal / début de l'Époque moderne d'alors. La façade en pierre de Chailluz traditionnelle de Besançon, est construite en arcades au rez-de-chaussée, et des moulures en pierre taillées ornent les fenêtres à croisée, à meneaux, et à vitraux du premier étage. De nombreux meubles anciens de collection dispersés au nom de la famille Gauthiot d'Ancier, font référence au riche ameublement d'époque de leur logis,,, avec notamment des meubles du sculpteur, menuiser d'art, et architecte bisontin de Gray Hugues Sambin (1520-1601) (dont le musée Baron-Martin du château de Gray possède probablement quelques éléments parmi sa riche collection de meubles et d'objets d'art locaux anciens).